# François-Marie Deyrolle
François-Marie Deyrolle, né en 1966 à Agen, est un éditeur français. Il dirige aujourd’hui les éditions L’Atelier contemporain à Strasbourg.

## Parcours
Né à Agen, François-Marie Deyrolle s’installe à Paris et suit les cours de l’École du Louvre. Il fait ses premières armes dans le monde de l’édition en travaillant à la librairie Tschann, à la galerie Maeght puis chez l’éditeur Séguier, où il publiera notamment les Essais sur l’art d’Eugène Delacroix (1988) et les Sensations d’art d’Émile Verhaeren (1989). Il coordonne par ailleurs, à titre d’éditeur freelance, des ouvrages critiques consacrés à Gérard Titus-Carmel (L’Act’Mem, 2007), ou encore à Jean-Luc Parant (José Corti, 2004).
En 1990, à l’âge de 24 ans, il fonde sa propre maison d’édition, Deyrolle éditeur, dans le 9e arrondissement de Paris. Elle fermera ses portes en 1998. À terme, le catalogue regroupe une centaine d’ouvrages dus à des jeunes auteurs tels que Jean-Patrice Courtois (Vie inverse, Hors de l’heure), Emmanuel Laugier (L’Œil bande), Antoine Émaz (C’est, Entre, Boue), Alain Lévêque (La Maison traversée, Bonnard, la main légère), Olivier-René Veillon (L’Amour des trois oranges, La Poussière de Rome), Alain Fleischer (Quelques obscurcissements, Pris au mot), Anne de Staël (Cingles) et Vincent Wackenheim (Voyage en Allemagne), ainsi qu’à des noms prestigieux : Louis Calaferte (Faire-part), François Bon (Le Solitaire), André du Bouchet (Baudelaire irrémédiable, Orion), Robert Pinget (Cette chose), Roger Munier (L’Apparence et l’apparition, Le Seul, Opus incertum I), Claude Louis-Combet (Miroirs du texte), Eugène Guillevic (Impacts, L’Expérience Guillevic),,...
De 1997 à 1998, il est responsable de l’action à Montolieu, village du livre et des arts graphiques. Il dirige par la suite le Centre régional du livre de Franche-Comté (de 1998 à 2002), puis l’Office du livre de Poitou-Charentes (de 2002 à 2003),,.
En 2000, il fonde L’Atelier contemporain, revue de création littéraire dont le titre est repris d’un recueil de Francis Ponge consacré à la peinture : « Qui sommes-nous ? Où allons-nous ? Que faisons-nous ? Que se passe-t-il, en somme, dans l’atelier contemporain ? ». Une première série comptant cinq numéros de 300 à 700 pages paraît de 2000 à 2002, avec des contributions de Bruno Krebs, Antoine Émaz, Gérard Titus-Carmel, François Bon, Emmanuel Laugier, Odile Massé, Jean-Luc Parant, Corinne Lovera Vitali, Claude Louis-Combet…
En 2003, François-Marie Deyrolle s’installe à Strasbourg, où il exerce jusqu’en 2009 la fonction de chargé de conservation de la Bibliothèque des musées. En 2010, il est chargé de mission pour la création de l’Artothèque de Strasbourg,.
En 2013, il refonde L’Atelier contemporain. Parallèlement à la publication de la deuxième série de la revue, qui explore le rapport entre texte et image, interroge la pratique du discours sur l’art et organise un dialogue entre plasticiens et écrivains, il constitue plusieurs collections consacrées à la littérature, aux écrits d’artistes et à la critique d’art,,.
Dans le prolongement de son activité d’éditeur, François-Marie Deyrolle coordonne régulièrement des expositions consacrées à la peinture et à la photographie,.